# كلية العلوم (جامعة المنصورة)
كلية العلوم هي إحدى الكليات والمعاهد الموجودة في جامعة المنصورة في المنصورة. بدأت الدراسة في كلية العلوم في العام الدراسى 1968-1969 وما زالت حتى الآن كما أن لها فرع في دمياط يدعى كلية العلوم فرع دمياط.
يمنح الخريج لقب «أخصائي علوم» أو «أخصائي علمي». وهذا اللقب في مصر خاص فقط بالحاصلين على درجة البكالوريوس في العلوم ويقيد بنقابة المهن العلمية بشعبة الإختصاص طبقاً لأحكام المواد 6 و11 من القانون 80 لسنة 69 والمعدل بالقانون 120 لسنة 83  ومؤخراً رفضت نقابة المهن العلمية ضم خريجي كليات العلوم الطبية (الصحية) بعد تحويل الكليات لمسار تكنولوجي مساعد 

## رسالة الكلية
تهدف كلية العلوم جامعة المنصورة إلى تقديم برامج دراسية متطورة في مجالات العلوم الأساسية المختلفة، قادرة على تزويد المجتمع بالكفاءات العلمية والكوادر المتخصصة المدربة على التقنيات العلمية الحديثة، والمؤهلة للمنافسة في سوق العمل وإجراء البحوث والدراسات العلمية لبناء قاعدة بحثية تكنولوجية كأحد متطلبات النهوض بالمجتمع وخدمته وحل مشاكله.

## رؤية الكلية
تهدف كلية العلوم جامعة المنصورة للانطلاق نحو تكوين قاعدة علمية متميزة للعلوم الأساسية، من خلال خطط وبرامج دراسية متميزة تفي بمتطلبات المعايير الأكاديمية العالمية، قادرة على إفراز خريج منافس في سوق العمل وملاحقة التطور المذهل في مجال البحث العلمي والتكنولوجيا. بالإضافة إلى نشر ثقافة الإبداع في مجال العلوم الأساسية والانفتاح على متطلبات المجتمع وسد احتياجاته للوصول بالكلية للانفراد بشخصية علمية متميزة قادرة على الوفاء بمتطلبات الاعتماد الأكاديمى.

## الأهداف الاستراتيجية
في زمن العولمة والتغيرات التكنولوجية السريعة، أصبح لزاما على المؤسسات التعليمية أن تقوم بإعادة بناء نفسها حرصا منها على المؤسسات الأخرى ذات الصلة، ولهذا يجب على المؤسسات التعليمية تطوير الاستراتيجيات والأنظمة الكفيلة بتحقيق أهدافها. لذا كان من الضروري أن تحدد بدقه المؤسسة التعليمية الأهداف التي تعمل من خلالها، ولهذا سعت كلية العلوم. جامعة المنصورة إلى تحديد الأهداف الإستراتيجية الخاصة بها لضمان كفاءة خططها وبرامجها العلمية على النحو التالي:
1. خطط وبرامج دراسية في شتى العلوم الأساسية مسايرة للمعايير العالمية وملائمة ومجدية ومتوافقة مع رسالة الكلية والجامعة.
2. الحصول على مستوى عال من الثقة في خريج الكلية من خلال نشر ثقافة الإبداع ونهج وسائل تعليمية متطورة.
3. خريج قادر على التعامل مع متطلبات البحث العلمي وإنشاء القواعد البحثية المتطورة القادرة على ملاحقة التطور السريع والمذهل في شتى العلوم الأساسية.
4. تحديد متطلبات المجتمع الحقيقية بدقة وجعلها نقطة للانطلاق الناجح والمتميز لخدمة المجتمع على المستوى المحلى والدولي.
5. مد جسور التعاون في المجالات البحثية المختلفة والانفتاح على المدارس البحثية المتطورة لإعداد باحث ذات فكر تطبيقي متميز قادر على إنتاج التكنولوجيا الحديثة.
6. نهج أسلوب التحسين المستمر للبرامج الدراسية للنهوض الدائم بمستوى الخريج القادر على المنافسة الدائمة في سوق العمل.
7. تحقيق أهداف ومخرجات تعليمية تفي بالمعايير الأكاديمية المتميزة.
8. السعي للوفاء بمتطلبات الاعتماد الأكاديمي كأحد أهم الأهداف الإستراتيجية لكلية العلوم جامعة المنصورة.

## إدارة كلية العلوم
- عميد الكلية: أ.دعادل محمد السيد الجنيدى
- وكيل الكلية لشئون التعليم والطلاب: أ.د محسن زهران[3]
- وكيل الكلية للدراسات العليا والبحوث: أ.د السيد إبراهيم الدسوقي
- وكيل الكلية لشئون خدمة المجتمع وتنمية البيئة: أ.د ماهر عامر علي عامر

## مكتبة الكلية
- أنشئت مكتبة الكلية في العام الجامعى 1969/1970 وذلك بمبنى كلية العلوم القديم (حاليا كلية الآداب) وتم نقلها إلى مبناها الحالى بكلية العلوم عام1978.
- والمكتبة بوضعها الحالى تحتل جناحا كاملا بالكلية بالدور الثالث العلوى ومساحتها حوالي 1612 متر مربع، وتسع المكتبة حوالي ثلاثمائة طالب وطالبة. والمكتبة تحتوى على أربع قاعات للمطالعة.
- يوجد بالمكتبة حوالي 21000 كتاب باللغة الإنجليزية والبعض منها باللغة العربية.
- تهدف المكتبة إلى دعم وتقدم العملية التعليمية بالكلية وتلبية احتياجات الطلاب والسادة أعضاء هيئة التدريس ومعاونيهم من المعلومات في كافة المجالات من خلال خدمة متقدمة فعاله ذات كفاءة.
- تسعى مكتبة الكلية بكل ما أوتيت أن يكون لها مساهمة فعالة ومؤثرة في تقدم العملية التعليمية والبحثية بالكلية.

## الأقسام الأدارية
- رعاية الشباب
- قسم شئون الطلاب
- قسم العلاقات الثقافية
- الدراسات العليا

## الأقسام العلمية
- قسم الجيولوجيا
- قسم الرياضيات
- قسم الفيزياء
- قسم الكيمياء
- قسم علم النبات
- قسم علم الحي
- قسم علوم حاسب

## وصلات خارجية
- الموقع الرسمى لـكلية العلوم جامعة المنصورة